# IPad mini 4
De iPad mini 4 die Apple Inc. op 9 september 2015 aankondigde was de vierde generatie van de iPad mini. De iPad mini 4 beschikt over een Apple A8-processor en een 8 MP camera met mogelijkheid voor 1080p video-opname.